# Roosteren (Limburg)

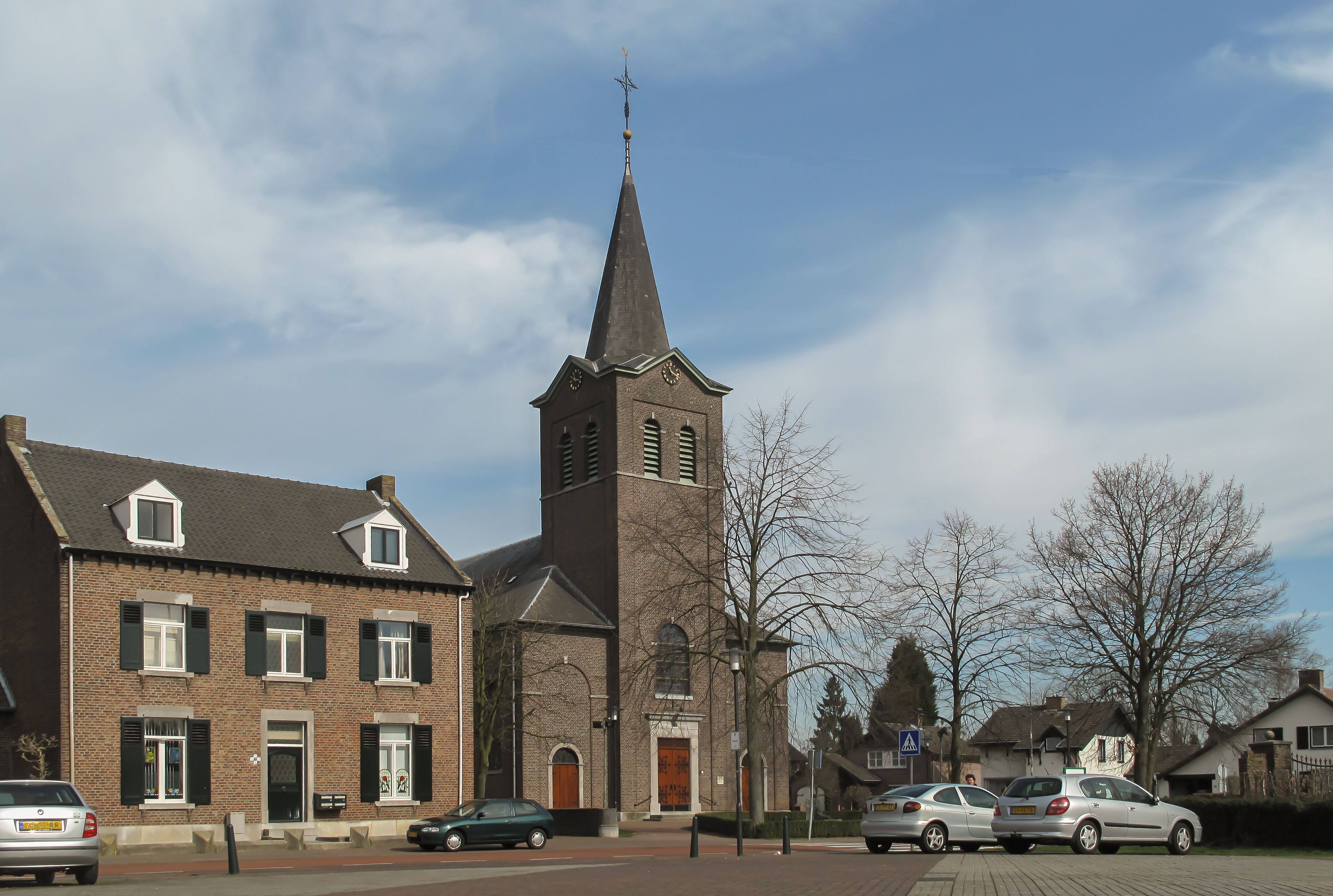
Roosteren, straatbeeld met kerk

Roosteren (Limburgs: Roostere) is een kerkdorp met ongeveer 1.490 inwoners in de Nederlandse provincie Limburg, in de gemeente Echt-Susteren. De plaats is geografisch gezien de noordelijkste plaats van Zuid-Limburg, hoewel het formeel gezien bij Midden-Limburg hoort.
Roosteren ligt aan de Maas, tegenover het Belgische stadje Maaseik. Langs de oostelijke zijde van het dorp is het Julianakanaal aangelegd met parallel daaraan de autosnelweg A2.

## Geschiedenis
Het dorp is ontstaan aan de samenvloeiing van de Roode Beek en de Geleenbeek, en is waarschijnlijk aan het begin van de 8e eeuw ontgonnen vanuit de abdij van Susteren. De naam van het dorp is naar alle waarschijnlijkheid gecombineerd uit "Roode beek" en "Susteren". De plaatsnaam komt in historische geschriften onder andere voor als Rosusteren en Rufsusteren. Roosteren maakte sinds de 13e eeuw deel uit van het Overkwartier of Opper-Gelre. De dorpskerk stond in Oud-Roosteren totdat in 1843 in het gehucht Scheiereynde een nieuwe kerk werd gebouwd, waaromheen zich een nieuwe dorpskern ontwikkelde. Door de aanleg van het Julianakanaal (1925-1934) werd Oud-Roosteren afgesneden van de rest van het dorp.

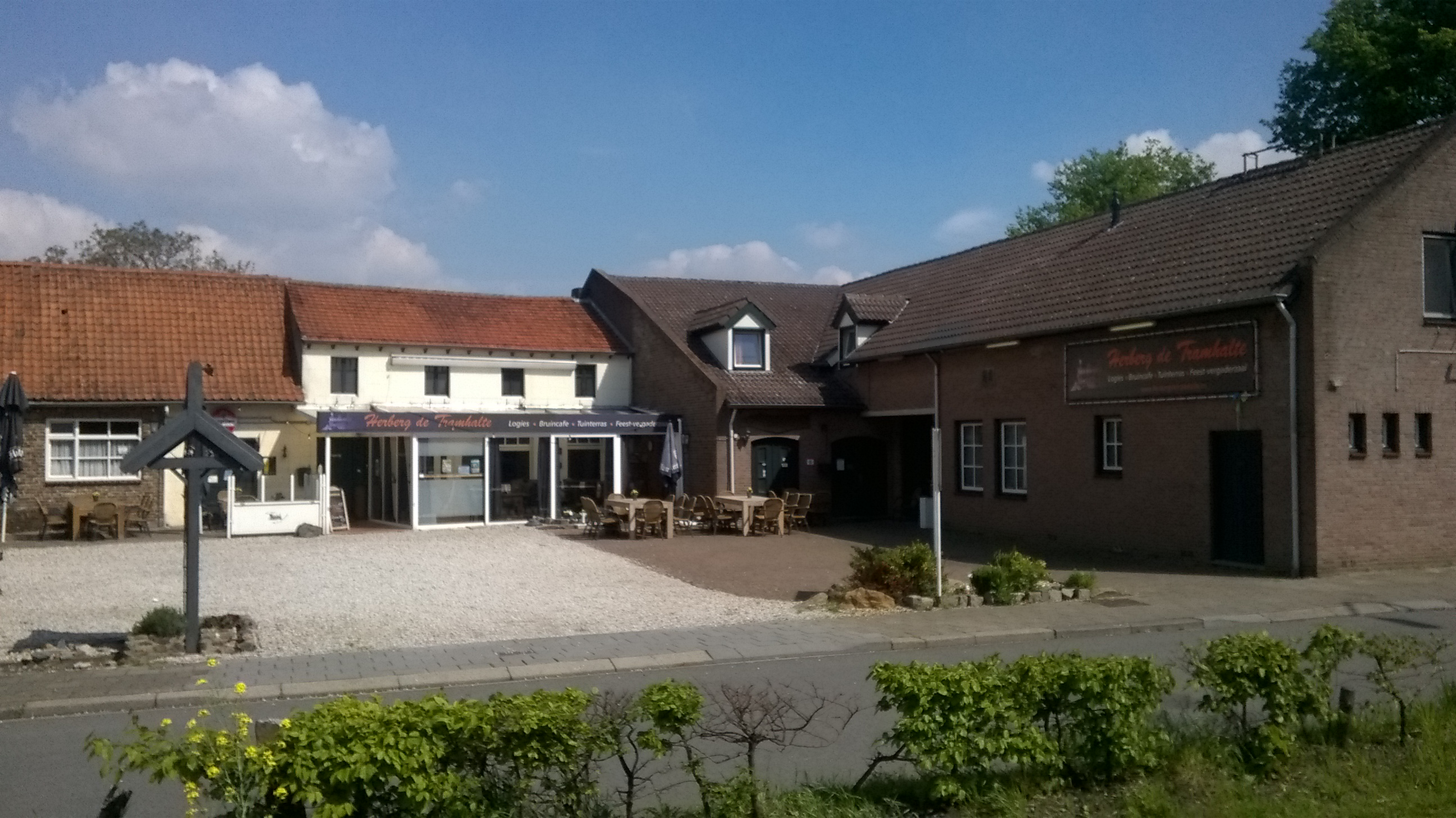
Herberg De Tramhalte

 In 1922 kwam een zijtak van de tramlijn Roermond - Sittard door het dorp gereed. Bij tramhalte Roosteren Dorp stopten dagelijks vijf trams en de halte had een wisselplaats. Een rit naar Maaseik (tramhalte Roosteren Maas) duurde vijf minuten en rit naar Echt twaalf minuten. Vanwege de aanleg van het kanaal werd de tramhalte naar het westen verplaatst. In 1937 werd de tramlijn opgeheven en opgebroken. Herberg de tramhalte herinnert nog aan deze geschiedenis.
Roosteren bestond als zelfstandige gemeente tot 1982 en gold zodanig als de noordelijkste gemeente van Zuid-Limburg. De noordelijke gemeentegrenzen van Roosteren en de toenmalige buurgemeente Susteren vormden zowel geografisch als formeel gezien de grens met Midden-Limburg. Ten gevolge van gemeentelijke herindeling op die dag ging Roosteren op in de nieuwe gemeente Susteren. Na de fusie met de noordelijk aangrenzende gemeente Echt op 1 januari 2003 verschoof de formele grens naar het zuiden en is Sittard-Geleen de noordelijkste gemeente met de kern Holtum als noordelijkste plaats.
De gemeente Roosteren omvatte naast het kerkdorp zelf ook de buurtschappen Illikhoven, Kokkelert, Oevereind, Oud-Roosteren en Visserweert. Het gehucht Vissersweert behoorde vanaf de Franse tijd van 1803 tot 1821 tot de - tegenwoordig - Belgisch-Limburgse gemeente Elen, maar kwam in 1839 aan Roosteren, Visserweert is tot beschermd dorpsgezicht verklaard.

## Bezienswaardigheden

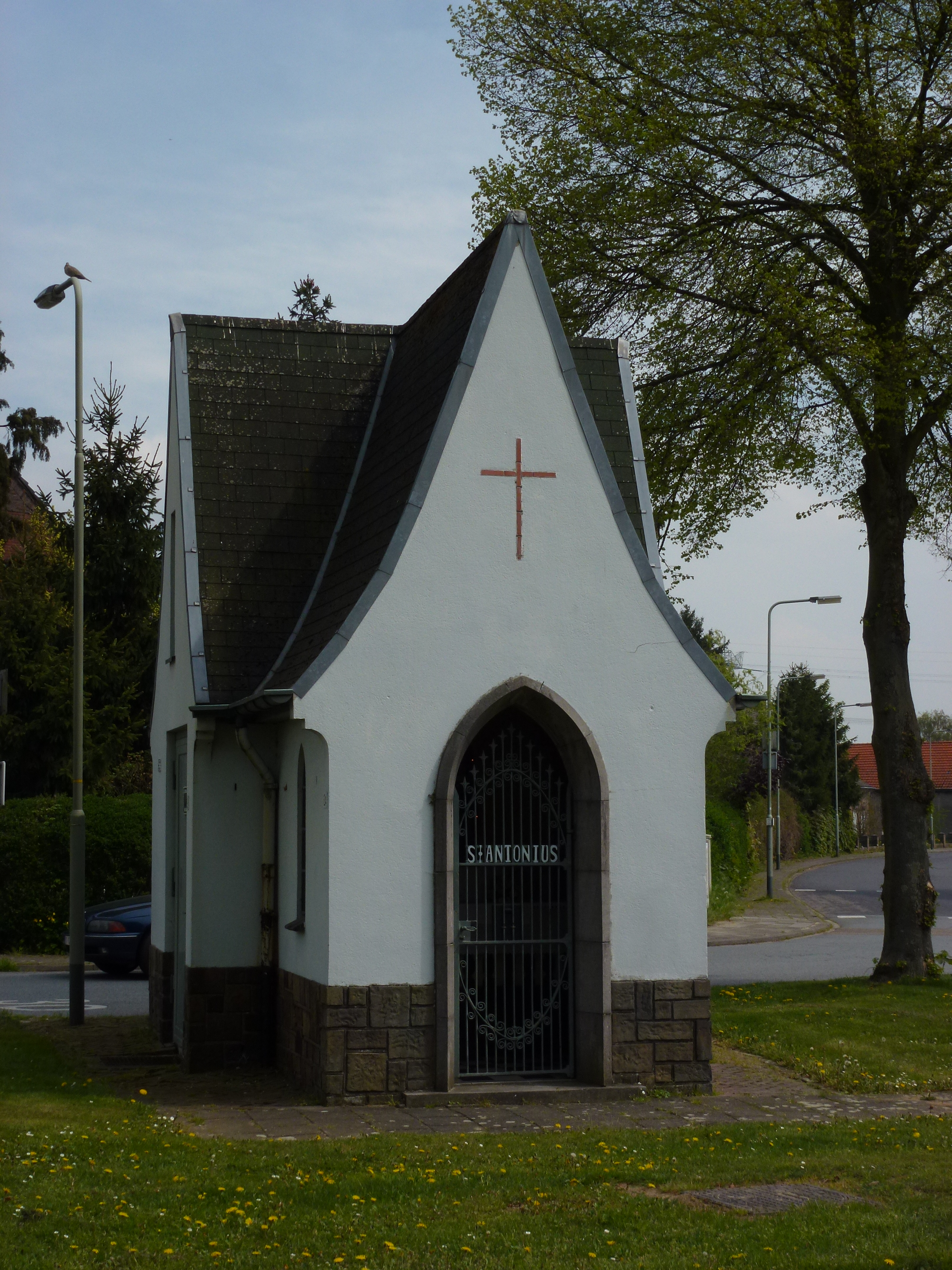
Sint-Antoniuskapel, tevens transformatorhuisje

- Bij het dorp liggen twee kastelen, Kasteel Ter Borch en Kasteel Eijckholt, het laatste was van 1877 tot 1951 een rooms-katholiek klooster.
- Voor het kasteel staat de Kapel Eijckholt.
- Centraal in het dorp staat de Sint-Jacobus de Meerderekerk, een zogenaamde waterstaatskerk, gebouwd met financiële steun van de landelijke overheid, uit 1843. In Roosteren was in elk geval vanaf de dertiende eeuw een kerk en parochie.
- De Sint-Antoniuskapel, tegenover Maasheuvel 3, uit 1932 is merkwaardig, omdat het tevens een transformatorhuisje is. De kapel is geklasseerd als rijksmonument.
- De Mariakapel is een betreedbare kapel uit 1945 aan de Kokkelterstraat/Maaseikerweg. Ze werd gebouwd door omwonenden als dank aan Maria voor behoud gedurende de Tweede Wereldoorlog.
- Kerkhofkapel op de oude begraafplaats

## Natuur en landschap
Roosteren ligt op het middenterras van de Maas, op een hoogte van ruim 28 meter. De huidige kern is gelegen tussen de huidige Maasbedding en het in 1934 geopende Julianakanaal. Bruggen voeren naar Maaseik in het westen en naar Oud-Roosteren en Dieteren in het oosten. Ten oosten van het Julianakanaal ligt de Geleenbeek die met een duiker onder het Julianakanaal wordt doorgeleid en vervolgens uitmondt in de Oude Maas. Iets ten zuiden van Oud-Roosteren monden de Vloedgraaf en de Roode Beek uit in de Geleenbeek.

## Nabijgelegen kernen
Maaseik, Visserweert, Illikhoven, Dieteren, Ohé en Laak, Echt